# SV Langendreer 04
Die Sportvereinigung Langendreer 04 ist ein Sportverein aus dem Bochumer Stadtteil Langendreer, dessen Fußballer zu den bedeutendsten Mannschaften in der Frühphase des Fußballs im Ruhrgebiet zählen. Die erste Mannschaft spielt seit der Saison 2019/20 in der Kreisliga A. Weitere Sportarten unter dem Dach SV Langendreer 04 sind Schwimmen (seit 2022 als SG Bochum-Ost), Leichtathletik, Volleyball, Tennis und Infarktsport.

## Geschichte
Nach der Fusion des Langendreer FC 1904 und des SV Langendreer 06 im Jahre 1921 erreichte der Verein aus dem Bochumer Osten in den „Goldenen Zwanzigern“ seine größten Erfolge, als die erste Mannschaft praktisch durchgängig erstklassig spielte und zu einem der wichtigsten Teams am Hellweg wurde. Mit der Einführung der landesweiten Gauligen ab 1933 endete jedoch die große Zeit der SVL 04, erst nach dem Krieg konnte der Verein auf regionaler Ebene wieder einige Erfolge feiern. Ab 1957 etablierte sich der Verein für einige Jahre in der drittklassigen Verbandsliga, zudem wurden im Pokal der amtierende Deutsche Meister Borussia Dortmund ebenso wie der Oberligist Preußen Münster ausgeschaltet.
Letzte größere Erfolge des Clubs waren die Aufstiege in die Amateur-Oberliga Westfalen zur Saison 1983/84 und zur Saison 1998/99, die jeweils mit dem direkten Wiederabstieg der Langendreerer endeten. Heute ist die Sportvereinigung Langendreer 04 nach mehreren Abstiegen in der Kreisliga vertreten.

## Persönlichkeiten
- Detlef Jaskowiak, DFB-Jugendauswahlspieler „B“ 1975

## Stadion

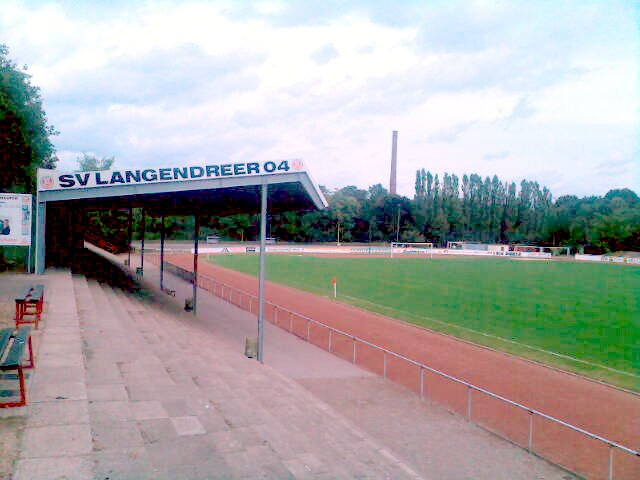
Das Stadion am Hessenteich

Das Stadion am Hessenteich befindet sich an der Stadtgrenze zu Dortmund, in unmittelbarer Nähe des Hauses Langendreer. Neben einer Leichtathletikbahn besitzt es eine überdachte Stehtribüne. Zur Anlage gehören ferner ein Kunstrasenplatz, die Rasenfläche Pappelwiese, 13 Tennisplätze (davon drei überdacht), mehrere Volleyballplätze und ein Clubhaus. Das Stadion hat eine Kapazität von 7.000 Zuschauern. Zudem fand hier das Spiel Mexiko gegen Australien bei der 4. Fußballweltmeisterschaft der Menschen mit Behinderung im Jahr 2006 statt, das Mexiko 10:0 gewann.